# Đảo Buss

Đảo Buss, trung tâm bản đồ Hà Lan năm 1786.

Bus, Buss, hay đảo Busse là hòn đảo ma ở Bắc Đại Tây Dương. Đảo được ghi nhận phát hiện trong chuyến thám hiểm thứ ba của Martin Frobisher vào tháng 9 năm 1578, cùng với thủy thủ đoàn trên tàu Emanuel. Vị trí đảo khi đó được báo cáo là tồn tại giữa đảo Ireland và Frisland, ở khoảng 57° N. Tên đảo được đặt theo tên của loại tàu mà những người phát hiện ra nó đã sử dụng.
Thuyền trưởng Thomas Shepard tuyên bố đã khám phá và lập bản đồ đảo từ Golden Lion của Dunkirk vào năm 1671. Tuyên bố đó khiến nước Anh phải gửi một chuyến thám hiểm. Đoàn thám hiểm thất bại trong việc tìm đảo. Nhiều cuộc thám hiểm đã được gửi đi để tìm ra Đảo Buss huyền thoại, nhưng không có cuộc thành công nào trong việc tìm thấy nó, mặc dù những con tàu không tìm kiếm nó luôn tuyên bố đã tìm thấy nó.
Khi giao thông Đại Tây Dương tăng lên, sự tồn tại của đảo ít chắc chắn hơn và kích thước của nó cũng được cho là đã giảm đi rất nhiều. Đến năm 1745, rõ ràng không còn bằng chứng nào chứng minh sự tồn tại của đảo nào tại địa điểm này và tên đảo sau đó được đổi thành Sunken Land of Buss, vì khu vực được cho là tương đối nông. Đảo được cho là vẫn tồn tại trên các bản đồ đến thế kỷ 19. Năm 1818, sĩ quan Hải quân Hoàng gia Anh John Ross tại Isabella đã bát bỏ sự tồn tại của nó trong chuyến thám hiểm Bắc Cực đầu tiên của ông, khi không tìm thấy bất kỳ dấu vết gì chứng minh cho sự tồn tại của đảo ở độ sâu 180 sải (330 m).